# Pyromaniac (film, 2016)
Pour les articles homonymes, voir Pyromaniac.
Pour plus de détails, voir Fiche technique et Distribution.
Pyromaniac (Pyromanen) est un film norvégien réalisé par Erik Skjoldbjærg, sorti en 2016. Le film, adapté d'une nouvelle de Gaute Heivoll, est inspiré de faits réels qui se sont déroulés en Norvège en 1978.

## Synopsis
Dans le village de Finsland (en) en Norvège à la fin des années 1970, un jeune homme de dix-neuf ans, mal intégré dans sa communauté et fils du capitaine des pompiers locaux, déclenche une série d'incendies criminels. Fasciné par le feu et très zélé pour éteindre les incendies auprès de son père, il glisse progressivement dans une pyromanie meurtrière.

## Fiche technique
- Titre original : Pyromanen
- Titre français : Pyromaniac
- Réalisation : Erik Skjoldbjærg
- Scénario : Bjørn Olaf Johannessen adapté de la nouvelle Before I Burn de Gaute Heivoll
- Photographie : Gösta Reiland
- Montage : Sverrir Kristjansson
- Musique : Maja Ratkje et Gaute Tønde
- Producteurs : Aage Aaberge et Edward A Dreyer
- Sociétés de production : Bleck Film & TV et Glør Film
- Pays d'origine : Norvège
- Format : Couleurs - 35 mm
- Genre : drame
- Durée : 98 minutes
- Date de sortie :
  - 22 avril 2016 :  Norvège

## Distribution
- Trond Hjort Nilssen : Dag
- Per Frisch : Ingemann
- Liv Bernhoft Osa : Alma
- Agnes Kittelsen : Elsa
- Henrik Rafaelsen : Lensmann Johansen
- Gerdi Schjelderup :

## Accueil de la critique
Pour Variety, le film est une œuvre « admirablement modeste et non mélodramatique » (adoptant le style du docudrama) qui toutefois manque un peu de profondeur dans l'explication des motivations du personnage central. Sur la même ligne, Screendaily considère que le film, esthétiquement réussi grâce à la direction photographique, pêche cependant par un manque de description des ressorts psychologiques du pyromane, interprété de plus de manière « trop intériorisée » par l'acteur Trond Hjort Nilssen, qui est en conséquence difficile à cerner.